# Sudoeste Mato-Grossense
Sudoeste Mato-Grossense è una mesoregione dello Stato del Mato Grosso in Brasile.

## Microregioni
È suddivisa in 3 microregioni:
- Alto Guaporé
- Jauru
- Tangará da Serra